# 索爾特克里克鎮區 (印地安納州傑克遜縣)
索爾特克里克鎮區（英語：Salt Creek Township）是位於美國印地安納州傑克遜縣的一個行政鎮區。

## 地方資料
根據2010年美國人口普查的數據，索爾特克里克鎮區的面積為111.40平方千米，當中陸地面積為110.90平方千米，而水域面積為0.50平方千米。當地共有人口344人，而人口密度為每平方千米3.09人。